# Tankaman
Tankamān (farsi تنکمان) è una città dello shahrestān di Nazarabad, circoscrizione di Tankaman, nella provincia di Alborz in Iran. Aveva, nel 2006, una popolazione di 4.742 abitanti. Si trova a sud di Nazarabad.